# Pomponema mirabile
Pomponema mirabile är en rundmaskart som beskrevs av Nathan Augustus Cobb 1917. Pomponema mirabile ingår i släktet Pomponema och familjen Cyatholaimidae. Inga underarter finns listade i Catalogue of Life.